# 敖寨侗族乡
敖寨侗族乡是中华人民共和国贵州省铜仁市万山区下辖的一个民族乡。

## 行政区划
敖寨侗族乡下辖以下村级行政区划单位：
敖寨社区、岩屋坪社区、中华山村、两河口村、洋世界村、翁背村和杨家寨村。